# Gefallenendenkmal Raguhn

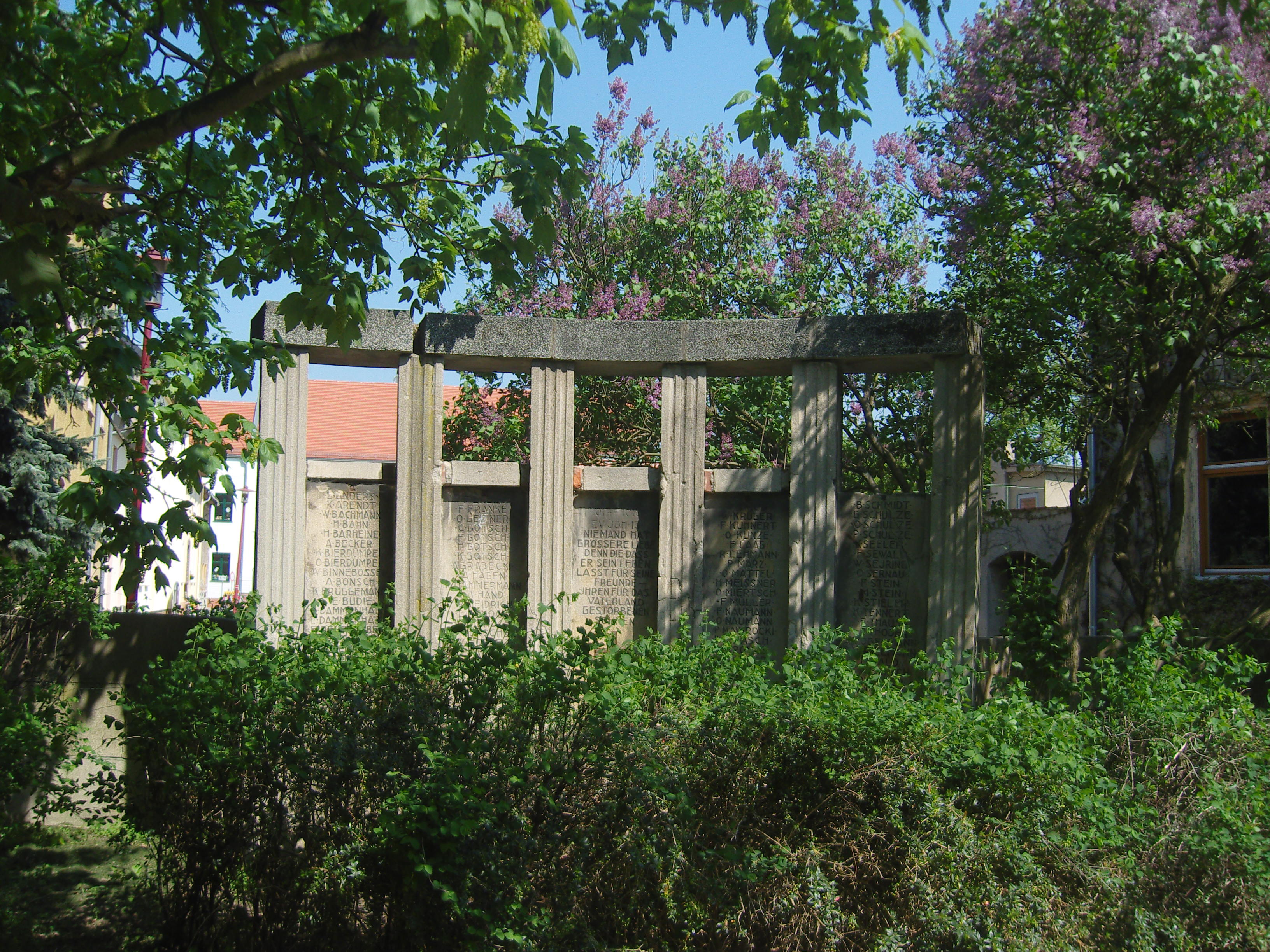
Gefallenendenkmal Raguhn vor der 2023 erfolgten Restaurierung

Das Gefallenendenkmal im Ortsteil Raguhn der Stadt Raguhn-Jeßnitz in Sachsen-Anhalt erinnert an die Bürger der Stadt, die im Ersten Weltkrieg gefallen sind. Das Kriegerdenkmal ist in dem örtlichen Denkmalverzeichnis  als Baudenkmal unter der Erfassungsnummer 094 71715 verzeichnet.
Das Denkmal hat seinen Standort am Rand des Kirchplatzes neben der evangelischen Stadtkirche von Raguhn und wurde vom Architekten Pohle aus Betonwerkstein errichtet und 1922 eingeweiht. Es wurde als Halbrund mit sechs Pfeilern gestaltet. Die zentrale Tafel trägt die Widmungsinschrift „1914 – 1918. Ev. Joh. 13. Niemand hat grössere Liebe denn die, dass er sein Leben lässt für seine Freunde – Ihren für das Vaterland gestorbenen Söhnen.“ Auf den vier anderen Platten werden die Namen von 98 Toten genannt, darunter dreimal der Familienname des Architekten.
Auf Anregung des Kommunalheraldikers Jörg Mantzsch, der aus Raguhn stammt und selbst eine größere Spende beisteuerte, wurde es gemeinsam von der Stadt Raguhn-Jeßnitz, der evangelischen Kirche und mit aktiver Beteiligung des örtlichen Heimatvereins 2023 restauriert. Hierfür hatte es wiederholt Spendenaufrufe gegeben.